# ميريام كريستنسن
ميريام كريستنسن (بالنرويجية البوكمول: Mirjam Kristensen)‏ هي كاتِبة ومؤلفة نرويجية، ولدت في 17 مايو 1978 في Lyngdal ‏ في النرويج.